# いい娘をみつけた
いい娘をみつけた（いいこを-、「I've Found a New Baby」。「I Found a New Baby」としても知られる）は、ジャック・パルマー Jack Palmer とスペンサー・ウィリアムズによって書かれたポピュラー・ソングである。1926年にクラレンス・ウィリアムズ Clarence Williams のブルー・ファイブで紹介され、以降多くの音楽家に録音されて、人気のあるジャズ・スタンダードになった。
スペンサー・ウィリアマズとパルマーは1924年にヒット・ソング「みんな彼女が好き」を合作し、1919年にウィリアムズは「ロイヤル・ガーデン・ブルース」で人気を博した。これら 3 曲はすべてスタンダードとなり、「いい娘をみつけた」はほとんどすべてのトラディショナル・ジャズ・バンドのレパートリーに含まれるようになった。
「いい娘をみつけた」での、1940年のベニー・グッドマン楽団とのチャーリー・クリスチャンのギター・ソロは、ギター奏者が録音したとりわけ影響力のあるソロであると認められている。